# Tzotzil
Le tzotzil (en tzotzil : bats'i k'op, orthographe révisée de 2002) est une langue du groupe tzeltal-chol des langues mayas. Le tzotzil est parlé par 550 274 personnes en 2020 dans les hauteurs de l'État mexicain du Chiapas. 
Son plus proche parent est le tzeltal.

## Démographie
La langue est en expansion mais le monolinguisme est en net recul, à 20 % chez les hommes et 35 % chez les femmes (2005). 
| année       | 1970   | 1990    | 2000            | 2005           | 2015    | 2020    |
| ----------- | ------ | ------- | --------------- | -------------- | ------- | ------- |
| locuteurs   | 95 383 | 229 203 | 297 561         | 329 937        | 487 898 | 550 274 |
| monolingues |        |         | environ 120 000 | environ 92 000 |         |         |
| monolingues |        |         | 40,6 %          | 28,0 %         | 30,8 %  |         |

## Morphologie
- mots cours
- affixation

## Grammaire
- langue ergative
- langue SVO ou langue VOS